# Erika Ferraioli
Erika Ferraioli, född 23 mars 1986, är en italiensk simmare. 
Ferraioli tävlade för Italien vid olympiska sommarspelen 2008 i Peking, där hon blev utslagen i försöksheatet på 4 x 100 meter frisim. Vid olympiska sommarspelen 2012 i London tävlade Ferraioli i två grenar (50 meter frisim och 4 x 100 meter frisim), där hon i båda grenarna blev utslagen i försöksheatet.
Vid olympiska sommarspelen 2016 i Rio de Janeiro tävlade hon i tre grenar. På 50 meter frisim och 100 meter frisim blev Ferraioli utslagen i försöksheatet, men på 4 x 100 meter frisim tog hon sig till final, där det blev en sjätteplats.